# Dunărea Călărași
Dunărea Călărași – rumuński klub piłkarski z siedzibą w Călărași. Aktualnie występuje w Lidze III.

## Historia klubu

### Celuloza Călărași (1962–1979)
Dunărea Călărași została założona w 1962 roku jako Celuloza Călărași, ale nie była pierwszym klubem piłkarskim w mieście Călărași. W 1919 r. założono Ialomița Călărași, amatorski klub, który był główną atrakcją niedzielnych wydarzeń, w dniu, w którym wszyscy dobrze się bawili. Z biegiem lat wiele amatorskich klubów takich jak: Tricolorul, Venus, FC i Energia przyczyniło się do ewolucji lokalnej piłki nożnej, co ostatecznie doprowadziło do powstania pierwszego profesjonalnego klubu Celuloza.
Pojawiając się dość późno na scenie rumuńskiej piłki nożnej, Celuloza w ogóle nie osiągnął piorunujących wyników, będąc drużyną, która rosła z roku na rok. Przez pierwsze 6 lat istnienia klub grał w Divizia D, a następnie w 1968 Celuloza awansował do Divizia C, będąc pierwszym klubem z Călărași, który kiedykolwiek grał na tym poziomie. Klub zakończył sezon 1968/1969 na 11. miejscu, zapewniając sobie utrzymanie także w kolejnym sezonie. W kolejnych sezonach Celuloza osiągał bardzo dobre wyniki: 1969/1970, miejsce 5; 1970/1971, miejsce 9; 1971/1972, 5. miejsce; a następnie sezon sensacyjny 1972/1973, na końcu którego zespół po raz pierwszy awansował w historii swojej i miasta do Divizia B. Celuloza promowana z przewagą 8 punktów Autobuzul Bukareszt.
Pierwszy sezon Divizia B był dobry dla Wołochów, który zakończyli na 11. miejscu, a w następnych sezonach plasowali się w środku tabeli: 1974/1975, miejsce 8 i w sezonie 1975/1976. miejsce 11, potem przyszły sezony, w których drużyna uratowała od spadku z niektórymi emocjami: 1976/1977 – 14, a w końcu Celuloza spadł do Divizia C pod koniec sezonu 1977/1978, kiedy klub zakończył dopiero na 15. miejscu. Po spadku Celuloza próbował walczyć o awans, ale przegrał, kończąc sezon 1978/1979 na czwartym miejscu.

### Dunărea, zespół oscylujący (1979-1998)
W sierpniu 1979 Celuloza zmieniła nazwę na Dunărea (Dunaj), nazwa uważana za bardziej reprezentatywną i bliższą duszy widzów, zmiany, która przyniosła również nowe ambicje, a celem jest powrót do drugiej ligi. W pierwszym sezonie jako Dunărea zespół zakończył sezon dopiero na 3. miejscu, ale promocja miała nastąpić rok później, kiedy Wołosiowie awansowali z przewagą 8 punktów nad Portul Constanța, z tą samą przewagą, co w przypadku awansu siedem lat wcześniej.
Pierwszy sezon Divizia B, po powrocie, był bardzo udany, Dunărea sezon zakończył na siódmym miejscu z 18, ale drużyna nie mogła utrzymać swojej formy przed końcem sezonu 1983/1984, kończąc na ostatnim miejscu, mając tylko 22 punkty. Po powrocie do Divizia C, Dunărea awansowała po jednym sezonie, kończąc na pierwszym miejsce, z 7 punktami przewagi nad Chimią Victoria Buzău. Dunărea spadła wtedy po zaledwie jednym sezonie w Divizia B, zajmując jedynie 16. miejsce. Po tych sezonach Dunărea zaczęła być uważana za drużynę, oscylującą pomiędzy Divizia B i Divizia C. Na sezon 1986/1987 nazwa klubu została zmieniona na Oțelul, a zespół zakończył na 3. miejscu, a następnie od 1987 roku klub powrócił do starej nazwy, Dunărea powróciła do drugiej ligi wraz z końcem sezonu 1987/1988. Po zaledwie jednym sezonie w Divizia B, Dunărea ponownie spadła do Divizia C.
Żółto-niebiescy kontynuowali swoje oscylujące wyniki, kończąc sezon 1989/1990 na 8. miejscu w Divizia C, następnie awansując z powrotem na Divizia B, ale dopiero pod koniec sezonu 1991/1992, w którym klub uzyskał najlepszy wynik w całej swojej. Dotarli do ćwierćfinału Cupa României, gdzie zostali wyeliminowani przez Politehnica Timișoara, zespół z Divizia A wygrywając 1-0 w domu i 0-2 przegrywając. W tej edycji Politehnica Timișoara zagrała w finale Pucharu ze Steauą București. Aby dostać się do ćwierćfinału, zespół wyeliminował Glorię Bistrița, także drużynę z Divizia A, 3-2 i po wygranej z ASA 1962 Târgu Mureș, kolejną drużyną z Divizia A, 2-1. W tabeli Divizia C Dunărea został odjęty 4 punkty i ostatecznie stracił awans z powodów finansowych i ponownie zmienił nazwę w lecie 1992 roku, tym razem na Sportul. Drużyna grała 2 sezony z tą nazwą: 1992/1993 zajmując miejsce 4. i 1993/1994, kiedy zajęli 2. miejsce. Od lata 1994 roku drużyna powróciła do starej nazwy i awansowała z powrotem na Divizia B po 5 sezonach, kończąc na miejscu 2 z 8 punktami straty do Oțelul Târgoviște i 6 punktami przewagi nad Astra Ploiești.

### Czasy III ligi (1999-2015)
Po upadku Dunărea walczyła o powrót, ale bez większego sukcesu, po najciemniejszym okresie w historii klubu, mając 17 lat w Lidze III bez sezonu w Lidze II, a także z pewnymi problemami finansowymi w okolicach 2005 roku.
W latach 1998–2005, z powodu złej sytuacji finansowej, Dunărea zaczęła bytować w środku tabeli trzeciej ligi: 1998/1999, miejsce 13; 1999/2000, miejsce 7, 2000/2001, miejsce 8, 2001/2002 – 6, 2002/2003 – 7 i 2003/2004 – 8. W 2005 roku nastąpiła restrukturyzacja klubu z prawnego, a nawet finansowego punktu widzenia, a wyniki zaczęły się pojawiać: 2004/2005. miejsce 3 i 2005/2006 – 2. Ale po tym krótkim okresie, w którym klub pokazał, że może walczyć o awans, nastąpił nowy okres kontrastujących rezultatów: 2006/2007 – 8, 2007/2008 – 13, 2008/2009 – 6, 2009/2010 – 8, 2010/2011 – 4 i 2011/2012 – 12. W tym okresie Dunărea nie wydawała się mieć poważnego celu, z wyjątkiem pobytu w górnej części ligi Liga III, a nawet zatrudnienie Iona Moldovana, doświadczonego trenera w 2007 roku nie rozwiązało zbyt wiele.
Od 2012 roku Wołosi zaczęli wyglądać jak zespół, który jest w stanie awansować z 2 i 4. miejscem w sezonach 2012/2013 i 2013/2014. W 2015 r. Ex-międzynarodowy zawodnik Ionel Ganea został zatrudniony jako nowy menadżer zespołu, a także z ważnymi graczami na tym poziomie, takimi jak: Constantin Bumbac i Valentin Alexandru, zespół osiągnął pod koniec sezonu awans do Ligi II po 17 lat czekania.

### Złota era Dunărei (2015-obecnie)
Po awansie Dunărea zrobił wyjątkowy pierwszy sezon w lidze Ligi II i zajął drugie miejsce, w zaledwie trzech punktach od lidera, Rapid București i zakwalifikował się do play-offu, w którym grał przeciwko 2. miejscu z drugiej serii Ligi II, UTA Arad. W pierwszym meczu, rozegranym w Călărași Dunărea wygrał 3-1, a marzenie o Liga I było bardziej obecne niż kiedykolwiek, nad brzegiem Dunaju, ale drugi mecz z play-off był koszmarem, Wołochów przegrał 1 4 w Arad i pozostał w Lidze II na kolejny sezon. Również w tym sezonie Ionel Ganea został zastąpiony innym byłym międzynarodowym zawodnikiem, Adrianem Mihalceą.
Sezon Ligi II 2016/2017 przyniósł duże zmiany, przechodząc do formatu jednej serii, w tej sytuacji Dunărea zakończyła sezon więcej niż honorowy na 7. miejscu, z 20. Latem 2017 Adrian Mihalcea został zamieniony z Adrianem Iencsi i Iencsi po zaledwie jednej kolejce z Danem Alexą. Po przybyciu Alexy drużyna powróciła w cudowny sposób, i z zespołu ostatnich miejsc weszła w przerwie zimowej z 1. miejsca, 1 punkt przewagi nad 2. miejscem, FC Hermannstadt i 7 punktów nad 3. miejscem Chindia Târgoviște. Było to możliwe po niesamowitej serii 18 meczów bez przegranej, marzenie o awansie było bardziej realne niż kiedykolwiek. [9] Druga część sezonu była kontynuacją pierwszej, Dunărea osiągając rekord 32 meczów bez przegranych, w tym 13 zwycięskich z rzędu. Pomimo faktu, że bezpośredni przeciwnik, FC Hermannstadt, również był trudnym zespołem, z rekordem 34 meczów bez porażek, a także zdobywcą drugiego miejsca w Pucharze Rumunii 2017/2018, Wołosi zdołali zdobyć pierwsze trofeum w historii klubu, a także pierwsze spersonalizowane trofeum Ligi II. Ten występ zapewnił ich awans w Lidze I, pierwszej w historii klubu i okręgu Călărași.
| Nazwa             | Okres        |
| ----------------- | ------------ |
| Celuloza Călărași | 1962–1979    |
| Dunărea Călărași  | 1979–1986    |
| Oțelul Călărași   | 1986–1987    |
| Dunărea Călărași  | 1987–1992    |
| Sportul Călărași  | 1992–1994    |
| Dunărea Călărași  | 1994–obecnie |

## Stadion
Dunărea rozgrywa swoje mecze domowe na Stadionie im. Iona Comșy w Călărași, który ma pojemność 10 400 miejsc. Późną wiosną 2018 roku, kiedy promocja do Ligi I była pewna, ogłoszono, że stadion zostanie zmodernizowany. Prace rozpoczęły się w pierwszej połowie czerwca i obejmowały całkowitą przebudowę boiska, częściową zmianę trybun i montaż sztucznego oświetlenia.

## Sukcesy

### Krajowe

#### Liga II
- Zwycięstwo (1) – 2017/2018
- II miejsce (1) – 2015/2016

#### Liga III
- Zwycięstwo (6) – 1972/1973, 1980/1981, 1984/1985, 1987/1988, 1991/1992, 2014/2015
- II miejsce (3) – 1993/1994, 1994/1995, 2005/2006

## Zawodnicy
Aktualne na 6 lipca 2018

### Podstawowy skład
| Nr | Poz. | Piłkarz                                               |
| -- | ---- | ----------------------------------------------------- |
| 1  | BR   | Cezar Lungu (kapitan)                                 |
| 3  | OB   | Ionuț Țenea                                           |
| 4  | PO   | Cristian Pușcaș                                       |
| 10 | PO   | Valentin Munteanu                                     |
| 11 | NA   | Baudoin Kanda                                         |
| 12 | BR   | Gabriel Popa                                          |
| 15 | PO   | Silviu Pană                                           |
| 17 | OB   | Alin Dobrosavlevici (wypożyczony z Concordii Chiajna) |
| 19 | NA   | Valentin Alexandru                                    |
| 20 | OB   | Bogdan Șandru                                         |
| 22 | NA   | Gaëtan Missi Mezu                                     |
| 24 | PO   | Marian Drăghiceanu                                    |
| 27 | OB   | Gaston Mendy                                          |

| Nr | Poz. | Piłkarz                                   |
| -- | ---- | ----------------------------------------- |
|    | BR   | Cătălin Straton                           |
|    | OB   | Filip Gligorov                            |
|    | OB   | Denis Ispas                               |
|    | OB   | Alin Șeroni                               |
|    | PO   | Lucian Buzan (wypożyczony z CSU Krajowej) |
|    | PO   | Stelian Cucu                              |
|    | PO   | Alexandru Dincă                           |
|    | PO   | Georgian Honciu                           |
|    | PO   | Aitor Monroy                              |
|    | NA   | Alin Babei                                |
|    | NA   | Bogdan Danciu                             |
|    | NA   | Hamidou Keyta                             |
|    | NA   | Mediop Ndiaye                             |

### Piłkarze na wypożyczeniu
| Nr | Poz. | Piłkarz |
| -- | ---- | ------- |